# Luiz Filipe da Rosa Machado
Luiz Filipe da Rosa Machado, mais conhecido como Filipe Machado ou simplesmente Machado (Santa Maria, 20 de janeiro de 1996), é um futebolista brasileiro que atua como meio-campista. Atualmente joga no Coritiba, emprestado pelo Vitória.

## Carreira

### Antecedentes
Nascido em Santa Maria, no Rio Grande do Sul, Filipe Machado começou sua carreira no Novo Horizonte, onde ficou por cinco temporadas. Em seguida, categorias de base do Inter de Santa Maria. Em 2012, foi para as categorias de base do Desportivo Brasil, time da cidade de Porto Feliz, no interior de São Paulo.
Disputou a Copa São Paulo de Futebol Júnior de 2014, chamando a atenção do Grêmio e foi para o time de Porto Alegre no ano seguinte.

### Grêmio
Em 2017, Machado foi oficialmente promovido ao elenco profissional do Grêmio pelo técnico Renato Gaúcho. Fez sua estreia profissional no dia 2 de março, entrando como titular em um empate em casa por 1–1 com o Ceará, pela Primeira Liga de 2017. Além de titular, foi o capitão da equipe de transição que foi a campo para poupar os titulares que jogariam o Grenal no próximo jogo.

### Boa Esporte
Em 28 de fevereiro de 2018, o Boa Esporte anunciou a contratação de Filipe Machado, por um contrato de empréstimo até o fim da temporada. Fez sua estreia pelo clube no dia 3 de março, entrando como titular em uma derrota fora de casa por 1–0 para o Tupi, pelo Campeonato Mineiro de 2018. Fez seu primeiro gol como jogador profissional no dia 7 de março, em uma vitória em casa por 2–1 sobre a Patrocinense.[carece de fontes?]

### São José-RS
No dia 7 de fevereiro de 2019, Filipe Machado foi anunciado pelo São José-RS, por um contrato de empréstimo até o final da temporada. Fez sua estreia pelo clube no dia 9 de fevereiro, entrando como substituto em uma vitória em casa por 2–1 sobre o São Luiz, pelo Campeonato Gaúcho de 2019. Seu primeiro gol aconteceu no dia 27 de abril, em um empate fora de casa por 1–1 com o Tombense, pela Série C de 2019.

### Cruzeiro
No dia 23 de janeiro de 2020, o Cruzeiro anunciou a contratação de Filipe Machado, por um contrato de empréstimo até o fim da temporada. Sua estreia pelo clube aconteceu no dia 2 de fevereiro, entrando como titular em uma vitória fora de casa por 4–2 sobre o Tupynambás, pelo Campeonato Mineiro de 2020. Fez seu primeiro gol no Cruzeiro no dia 30 de setembro, em uma vitória em casa por 3–0 sobre a Ponte Preta, pela Série B de 2020.

### Retorno ao Grêmio
Após não ter seu contrato renovado com o Cruzeiro, em 1 de fevereiro de 2021, Filipe Machado retornou ao Grêmio. De volta ao Grêmio, Filipe Machado esperou receber oportunidades, já que o clube pediu seu retorno, mas elas nunca vieram, atuando em nenhuma partida e nem sendo relacionado. Nem a má fase do time, rebaixado naquele ano no Campeonato Brasileiro, fez com que algum dos quatro treinadores que passaram pelo clube dessem minutos ao volante.
Durante a pandemia de COVID-19, Filipe Machado teve problemas pulmonares por conta das sequelas da COVID-19 no ano de 2021, ao ponto de ter que passar por uma cirurgia para retirada de membranas que recobrem o pulmão.

### Retorno ao Cruzeiro
No dia 9 de dezembro de 2021, após ficar praticamente uma temporada inteira sem jogar, o Cruzeiro anunciou o retorno de Filipe Machado. Fez sua reestreia pelo clube no dia 26 de janeiro em 2022, entrando como titular e marcando seu primeiro gol na sua segunda passagem em uma vitória em casa por 3–0 sobre o URT, pelo Campeonato Mineiro de 2022.
No dia 7 de outubro de 2022, sendo um dos destaques do time que foi campeão da Série B de 2022 e promovido para a Série A de 2023, foi anunciada a renovação do contrato de Filipe Machado no Cruzeiro, por um novo contrato de dois anos com valorização salarial.
Filipe Machado atingiu a marca de 100 jogos com a camisa do Cruzeiro, durante suas duas passagens pelo clube mineiro.

## Estilo de jogo
Filipe Machado é meio-campista de origem, mas pode jogar principalmente como primeiro volante, onde tem uma certa facilidade na posição, jogando também como segundo volante.

## Vida pessoal
Machado é filho de Clóvis Machado, ex-jogador de futebol que também atuava como volante, que atuou em clubes como no Athletico Paranaense.

## Estatísticas
Atualizadas até 26 de outubro de 2024

### Clubes
| Equipe            | Temporada         | Campeonato nacional | Campeonato nacional | Campeonato nacional | Copa nacional[a] | Copa nacional[a] | Copa nacional[a] | Competições continentais[b] | Competições continentais[b] | Competições continentais[b] | Outros torneios[c] | Outros torneios[c] | Outros torneios[c] | Total | Total | Total   |
| Equipe            | Temporada         | Jogos               | Gols                | Assist.             | Jogos            | Gols             | Assist.          | Jogos                       | Gols                        | Assist.                     | Jogos              | Gols               | Assist.            | Jogos | Gols  | Assist. |
| ----------------- | ----------------- | ------------------- | ------------------- | ------------------- | ---------------- | ---------------- | ---------------- | --------------------------- | --------------------------- | --------------------------- | ------------------ | ------------------ | ------------------ | ----- | ----- | ------- |
| Grêmio            | 2016              | 0                   | 0                   | 0                   | 0                | 0                | 0                | 0                           | 0                           | 0                           | 0                  | 0                  | 0                  | 0     | 0     | 0       |
| Grêmio            | 2017              | 5                   | 0                   | 0                   | 0                | 0                | 0                | 0                           | 0                           | 0                           | 2                  | 0                  | 0                  | 7     | 0     | 0       |
| Grêmio            | 2021              | 0                   | 0                   | 0                   | 0                | 0                | 0                | 0                           | 0                           | 0                           | 0                  | 0                  | 0                  | 0     | 0     | 0       |
| Grêmio            | Total             | 5                   | 0                   | 0                   | 0                | 0                | 0                | 0                           | 0                           | 0                           | 2                  | 0                  | 0                  | 7     | 0     | 0       |
| Boa Esporte       | 2018              | 18                  | 1                   | 0                   | —                | —                | —                | —                           | —                           | —                           | 4                  | 1                  | 0                  | 22    | 2     | 0       |
| Boa Esporte       | Total             | 18                  | 1                   | 0                   | 0                | 0                | 0                | 0                           | 0                           | 0                           | 4                  | 1                  | 0                  | 22    | 2     | 0       |
| São José-RS       | 2019              | 15                  | 2                   | 0                   | 0                | 0                | 0                | —                           | —                           | —                           | 13                 | 2                  | 0                  | 28    | 4     | 0       |
| São José-RS       | Total             | 15                  | 2                   | 0                   | 0                | 0                | 0                | 0                           | 0                           | 0                           | 13                 | 2                  | 0                  | 28    | 4     | 0       |
| Cruzeiro          | 2020              | 29                  | 2                   | 5                   | 2                | 0                | 1                | —                           | —                           | —                           | 6                  | 0                  | 1                  | 37    | 2     | 7       |
| Cruzeiro          | 2022              | 25                  | 1                   | 3                   | 3                | 0                | 1                | —                           | —                           | —                           | 10                 | 1                  | 0                  | 38    | 2     | 4       |
| Cruzeiro          | 2023              | 35                  | 1                   | 3                   | 4                | 0                | 0                | —                           | —                           | —                           | 4                  | 0                  | 0                  | 43    | 1     | 3       |
| Cruzeiro          | 2024              | 6                   | 0                   | 0                   | 1                | 0                | 0                | 1                           | 0                           | 0                           | 5                  | 0                  | 0                  | 13    | 0     | 0       |
| Cruzeiro          | Total             | 95                  | 4                   | 11                  | 10               | 0                | 2                | 1                           | 0                           | 0                           | 25                 | 1                  | 1                  | 131   | 5     | 14      |
| Vitória           | 2024              | 11                  | 0                   | 0                   | —                | —                | —                | —                           | —                           | —                           | —                  | —                  | —                  | 11    | 0     | 0       |
| Vitória           | Total             | 11                  | 0                   | 0                   | 0                | 0                | 0                | 0                           | 0                           | 0                           | 0                  | 0                  | 0                  | 11    | 0     | 0       |
| Total na carreira | Total na carreira | 133                 | 7                   | 11                  | 10               | 0                | 2                | 1                           | 0                           | 0                           | 44                 | 4                  | 1                  | 188   | 11    | 14      |

- a. ^ Jogos da Copa do Brasil
- b. ^ Jogos da Copa Libertadores da América e Copa Sul-Americana
- c. ^ Jogos do Campeonato Gaúcho, Campeonato Mineiro e Copa FGF

## Títulos
Grêmio
- Copa do Brasil: 2016
- Copa Libertadores da América: 2017

Cruzeiro
- Campeonato Brasileiro - Série B: 2022